# Heinz G. Konsalik

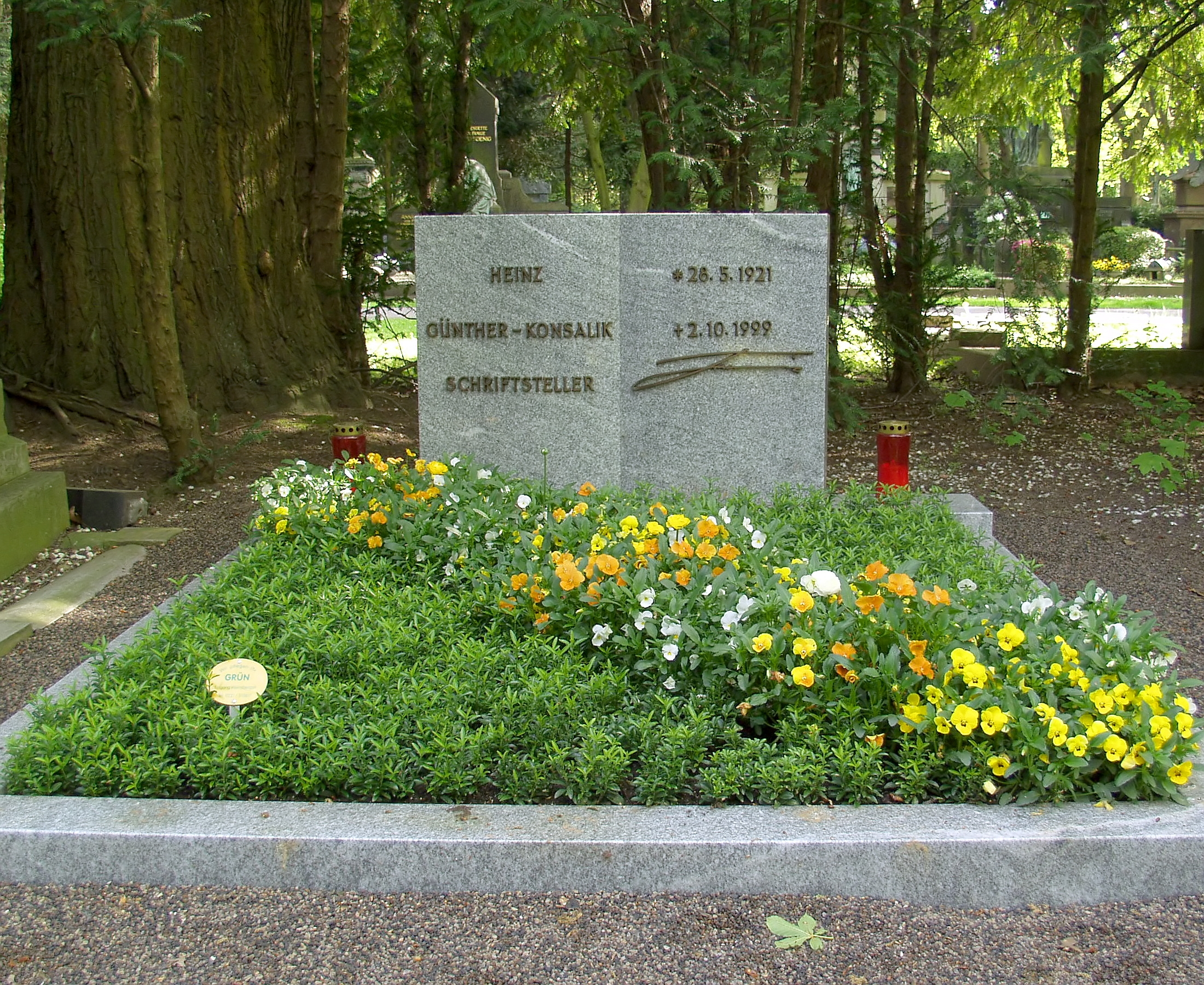
Graf van Konsalik

Heinz Günther Konsalik (Keulen, 28 mei 1921 - Salzburg,  2 oktober 1999) was een Duits (roman)schrijver. Hij werd geboren als Heinz Günther, maar voegde de familienaam van zijn moeder aan de zijne toe uit respect voor haar.  Hij publiceerde ook onder de pseudoniemen Jens Bekker, Stefan Doerner en Henry Pahlen.

## Filmografie
- 1958   Der Artz von Stalingrad;  D;  regie: Geza von Radvanyi;  cast: O.E. Hasse, Eva Bartok, e.a.;  prod.: Gloria, München
- 1959   Strafbataillon 999;  D;  103 min.;  regie: Harald Philipp;  cast: Ernst Schröder, Werner Peters, e.a.;  prod.: Union, München
- 1967   Liebesnächte in der Taïga;  regie: Harald Philipp;  cast: Thomas Hunter, Marie Versine, e.a.;  prod.: Nova, München
- 1972   Das Schloss der blauen Vogel;  D;  regie: Fernando di Leo;  cast: Klaus Kinski, Margaret Lee, e.a.;  prod.: Avis, München
- 1974   Ein toter Taucher nimmt kein Gold;  D;  regie: Harald Reinl;  cast: Horst Janson, Sandra Prinsloo, e.a.; prod.: Constantin, München
- 1974   Wer stirbt schon gerne unter Palmen;  D;  regie: Alfred Vorher;  cast: Tom Hunter, Glauco Onorato, e.a.;  prod.: Constantin, München;
- 1975   Der Geheimnisträger;  (naar het boek: Der Geheimtip);  D;  regie: F.J. Gotlieb;  cast:  Willy Millowitsch, Gunther Philipp, e.a.; prod.: Constantin, München
- 1975   Docteur Erika Werner;  F;  regie: Paul Siegrist;  cast: Leslie Caron, Paul Barge, e.a.;  prod.: TelVestia, Genève
- 1976   Listen to my story;  (naar het boek: Entmündigt);  D;  regie: Jurgen Goslar;  cast: Wolfgang Kieling, Sandra Prinsloo, e.a.;  prod.: Mobis, München
- 1998   Eine Sünde zuviel;  D;  90 min.;  regie: Udo Witte;  cast: Heiner Lauterbach, Gudrun Landgrebe, e.a.;  prod.: Gemini GmbH
- 1998   Dr. Berg - Nur das Leben zählt;  (naar het boek: Der rostende Ruhm);  D;  90 min.;  regie: Josee Dayan;  cast: Rüdiger Vogler, Pierre Arditi, e.a.;  prod.: Gemini GmbH
- 1998   Liebe im Schatten des Drachen;  (naar het boek: Der schwarze Mandarin);  D;  90 min.;  regie: Otto Alexander Jahrreiss; cast: Jürgen Prochnow, Sahrah Lam, e.a.;  prod.: Gemini GmbH
- 1998   Mayday - Flug in den Tod;  (naar het boek: Mayday,…Mayday… Eastern Wings);  D;  90 min.;  regie: Chris Bould;  cast: Heinz Hoenig, Robert Burke, e.a.;  prod.: Gemini GmbH

- Bibsys: 90066790
- Biblioteca Nacional de España: XX931710
- Bibliothèque nationale de France: cb11909964r (data)
- Catàleg d'autoritats de noms i títols de Catalunya: 981058516354406706
- CiNii: DA05204540
- Gemeinsame Normdatei: 11856515X
- International Standard Name Identifier: 0000 0003 6862 6352
- Library of Congress Control Number: n80046438
- Nationale Bibliotheek van Letland: 000003298
- MusicBrainz: e14d3020-6345-4531-aa86-ae2bc7136223
- Bibliotheek van het Japanse parlement: 00446107
- Nationale Bibliotheek van Tsjechië: jn19990004530
- Nationale bibliotheek van Australië: 36141960
- Nationale Bibliotheek van Israël: 987007263895705171
- Nationale Bibliotheek van Polen: a0000001150897
- Nationale en Universitaire bibliotheek Zagreb: 000098398
- Nederlandse Thesaurus van Auteursnamen: 070611548
- Istituto Centrale per il Catalogo Unico: CFIV000125
- LIBRIS: 194118
- Système universitaire de documentation: 026952327
- Trove: 1219345
- Virtual International Authority File: 44300881
- WorldCat: E39PBJyxbRJxgRDjYmFHfHYpT3